# Coupe d'Afrique des nations junior 1991
Navigation
1989 1993
La 7e édition de la Coupe d'Afrique des nations junior s'est déroulée en Égypte du 22 février au 8 mars 1991. Elle est remportée par le pays hôte. Il s'agit de la première édition de la compétition avec une phase finale.

## Organisation

### Villes et stades
| [[Fichier:Egypt_location_map.svg\|300px\|{{#if:\|{{{alt}}}\|Les 3 villes hôtes est dans la page Égypte.]]Le Caire Alexandrie Ismaïlia Les 3 villes hôtes (Égypte) |

Cette compétition est la première édition de la CAN junior à disposer d'une phase finale. Elle est organisée dans trois villes égyptiennes : Alexandrie, Le Caire et Ismaïlia. Le stade d'Alexandrie et le stade d'Ismaïlia accueillent les matchs de groupes et les demi-finales, tandis que le stade international du Caire héberge le match pour la troisième place et la finale.

## Qualifications
L'Égypte est qualifiée automatiquement en tant que pays hôte. Les autres pays participent aux qualifications organisées sous forme de matchs aller-retour. Bien que qualifiées, l'Algérie et la Tunisie ne participent pas à la phase finale. Six équipes participent à la phase finale :
- Cameroun
- Côte d'Ivoire
- Égypte (hôte)
- Éthiopie
- Ghana
- Zambie

## Phases de groupes

### Groupe A
Tous les matchs du groupe A se concluent sur un score nul 1-1. Un tirage au sort est organisé pour désigner le classement du groupe.
| Rang | Équipe        | Pts | J | G | N | P | Bp | Bc | Diff |
| ---- | ------------- | --- | - | - | - | - | -- | -- | ---- |
| 1    | Côte d'Ivoire | 2   | 2 | 0 | 2 | 0 | 2  | 2  | 0    |
| 2    | Égypte        | 2   | 2 | 0 | 2 | 0 | 2  | 2  | 0    |
| 3    | Cameroun      | 2   | 2 | 0 | 2 | 0 | 2  | 2  | 0    |

| 22 février 1991 | Côte d'Ivoire | 1 - 1 | Cameroun | Stade d'Alexandrie, Alexandrie |  |
|                 |               |       |          |                                |  |

| 25 février 1991 | Côte d'Ivoire | 1 - 1 | Égypte | Stade d'Alexandrie, Alexandrie |  |
|                 |               |       |        |                                |  |

| 28 février 1991 | Cameroun | 1 - 1 | Égypte | Stade d'Alexandrie, Alexandrie |  |
|                 |          |       |        |                                |  |

### Groupe B
| Rang | Équipe   | Pts | J | G | N | P | Bp | Bc | Diff |
| ---- | -------- | --- | - | - | - | - | -- | -- | ---- |
| 1    | Ghana    | 4   | 2 | 2 | 0 | 0 | 2  | 0  | +2   |
| 2    | Zambie   | 2   | 2 | 1 | 0 | 1 | 3  | 3  | 0    |
| 3    | Éthiopie | 0   | 2 | 0 | 0 | 2 | 2  | 4  | -2   |

| 23 février 1991 | Ghana | 1 - 0 | Zambie | Stade d'Ismaïlia, Ismaïlia |  |
|                 |       |       |        |                            |  |

| 26 février 1991 | Ghana | 1 - 0 | Éthiopie | Stade d'Ismaïlia, Ismaïlia |  |
|                 |       |       |          |                            |  |

| 1er mars 1991 | Zambie | 3 - 2 | Éthiopie | Stade d'Ismaïlia, Ismaïlia |  |
|               |        |       |          |                            |  |

## Phases finale

### Demi-finales
| 4 mars 1991 | Côte d'Ivoire   | 0 - 0 | Zambie | Stade d'Alexandrie, Alexandrie |  |
|             |                 |       |        |                                |  |
|             | Tirs au but 4-3 |       |        |                                |  |

| 5 mars 1991 | Ghana | 0 - 1 | Égypte | Stade d'Ismaïlia, Ismaïlia |  |
|             |       |       |        |                            |  |

### Troisième place
| 8 mars 1991 | Ghana | 2 - 0 | Zambie | Stade international, Le Caire |  |
|             |       |       |        |                               |  |

### Finale
| 8 mars 1991 | Égypte               | 2 - 1 | Côte d'Ivoire    | Stade international, Le Caire |  |
|             | Sakr 55e · Sadeq 57e |       | 80e (pen.) Ossou |                               |  |

| CAN 1991 Junior Vainqueur |
| ------------------------- |
| Égypte 1re titre          |

### Qualification pour le Championnat du monde junior
Les deux équipes finaliste sont qualifiées pour la Coupe du monde des moins de 20 ans 1991 :
- Côte d'Ivoire
- Égypte